# Indovina perché ti odio
Indovina perché ti odio (That's My Boy) è un film del 2012 diretto da Sean Anders.

## Trama
Una relazione illegale con un'insegnante, la giovane e attraente signorina Mary McGarricle, fa diventare il giovanissimo studente Donny Berger una star mediatica quando lei rimane incinta, sollevando uno scandalo che le costerà anche la libertà. Circa trent'anni più tardi Donny è sul lastrico, mentre il figlio che ha rinnegato entrambi i genitori, facendosi chiamare con un altro nome, ovvero Todd Peterson (precedentemente noto con il nome datogli dal padre, ovvero Ian Solo Berger), è un uomo in carriera.
Donny, che deve una cospicua cifra al fisco, si propone a uno show tv che celebra le "meteore" mediatiche del passato, ma ottiene un'offerta risibile, a meno che non riesca a portare il figlio in carcere, dove è ancora la madre, in quello che potrebbe essere un incontro sensazionale. Oltre che puntare gli ultimi spiccioli sull'improbabilissima vittoria di un obeso in una prossima maratona a Donny non rimane che la disperata impresa di riprovarci con Ian Solo/Todd che ha abbandonato ai suoi diciotto anni dopo essere stato, per altro, un pessimo ragazzo-padre.
Donny si presenta al cospetto di suo figlio nel momento in cui quest'ultimo sta organizzando il suo matrimonio con una donna di nome Jamie. Per non rovinarne la reputazione si finge un suo vecchio amico e, con modi assolutamente inadeguati all'alta società nella quale Todd si è ormai inserito, finisce per conquistarsi molte simpatie, non senza causare mille imbarazzi e disastri. Sebbene Todd sia inizialmente contrario al far restare suo padre con loro, alla fine, leggendo una dedica che Donny gli aveva lasciato su un libro e capendo quanto questi ci tenga in realtà a lui, decide di farlo rimanere. Con il passare del tempo Donny e Todd si riavvicinano l'un l'altro, soprattutto durante la festa di addio al celibato. Alla fine della serata Donny capisce che non dovrebbe usare il figlio per soldi, e tenta di dissuaderlo dal vedere la madre in carcere.
In maniera quasi inconsapevole riesce a fare sì che la riunione familiare in carcere avvenga, ma poi la stessa presenza della tv indispettisce Todd, che scappa senza firmare la liberatoria e quindi lasciando Donny a secco. Costretto dunque a lasciare la casa, Donny sente per pura coincidenza una conversazione al telefono tra Jamie e Steve, il capo di Todd, facendo intuire che la ragazza stia tradendo il suo futuro marito. Donny rivela ciò che ha sentito a tutti, ma Jamie nega e gli invitati danno retta a lei. Quando sembra tutto sfumato, Donny sorprende la futura moglie del figlio mentre ha un rapporto incestuoso con Chad, suo fratello, la cui famiglia lo crede un militare mentre invece è solo un ballerino. La ragazza, che confessa altri tradimenti, gli firma un assegno di 50.000 dollari per fargli tenere la bocca chiusa.
Donny, nonostante abbia tremendamente bisogno di quei soldi, ci ripensa e si precipita appena in tempo, accompagnato da Vanilla Ice, per interrompere le nozze proprio al momento del fatidico sì, quando strappando l'assegno costringe Jamie a confessare il suo segreto al promesso marito, che urla di fronte a tutti i presenti alla cerimonia la verità sull'incesto, lasciando tutti scandalizzati. Infuriati, i due fratelli cercano di uccidere Donny, ma Jamie viene messa ko con un colpo di bottiglia in testa dallo stesso Donny mentre Chad viene prima colpito con la stessa bottiglia da Todd/Ian Solo e poi messo a definitivamente a terra da un pugno del prete, che in passato era wrestler. Padre e figlio, ormai pacificati e con il giovane uomo che riprende il suo vero nome, se ne vanno insieme, lasciando gli invitati alla cerimonia sconvolti e disgustati.
Il giorno seguente il ragazzo sembra essersi già consolato con una vecchia simpatia, una ragazza sincera e con i piedi per terra. Ian Solo si offre di pagare i soldi che servono per tenere suo padre fuori di prigione, ma questo rifiuta, dicendo che preferisce prendersi le sue responsabilità piuttosto che vivere sulle spalle di qualcun altro. Nel mentre la tv trasmette le fasi finali della maratona nella quale incredibilmente l'obeso sconosciuto batte tutti, regalando a Donny quella vincita che tanto gli era necessaria.

## Critica
Il film è stato criticato generalmente in maniera molto negativa, risultando uno tra i peggiori film interpretati da Adam Sandler, già non sempre gradito alle testate specializzate.
Non sono mancate critiche per la volgarità, sessismo, banalità, misoginia e grossolanità, con occasionali cenni di razzismo e omofobia.
A parte tre candidature nella sezione cinematografica del premio televisivo assegnato da una platea di ragazzi dei Teen Choice Awards, la pellicola è stata oggetto di soli riconoscimenti in negativo, risultando tra l'altro protagonista alla 33ª edizione dei Razzie Awards, con otto nomination vincendone due.
Nel dettaglio:
- Peggior attore protagonista per Adam Sandler;
- Peggior sceneggiatura per David Caspe;
- Nomination Peggior film;
- Nomination Peggior regista per Sean Anders;
- Nomination Peggior attore non protagonista per Nick Swardson;
- Nomination Peggior attore non protagonista per Vanilla Ice;
- Nomination Peggior cast d'insieme;
- Nomination Peggior coppia sullo schermo per Adam Sandler e Andy Samberg, Leighton Meester, Susan Sarandon.